# Рённеберг, Иоахим
Иоахим Рённеберг (норв. Joachim Holmboe Rønneberg; 30 августа 1919, Олесунн, Норвегия — 21 октября 2018, там же) — видный участник норвежского сопротивления во время Второй мировой войны. В 1943 году руководил операцией по уничтожению немецкого завода по производству тяжелой воды в Норвегии.

## Биография
Родился 30 августа 1919 года в норвежском городе Олесунн губернии Мёре-ог-Ромсдал, был вторым сыном Альфа Рённеберга (Alf Rønneberg) и Анны Краг Сандберг (Anna Krag Sandberg), принадлежал к роду Рённеберг. Его брат Эрлинг тоже был известным членом Сопротивления, позже став политиком.
19 сентября 1949 года Иоахим женился на Лив Фульдал (Liv Foldal), учительнице (род. 1925), вместе с которой жил в родном городе.

### Военная карьера
Находился на обязательной государственной службе с 1938 года, с 1940 года — в её геодезическом отделе. После германской оккупации Норвегии в апреле 1940 года присоединился к 1-й отдельной норвежской роте (NOR.I.C.1). В 1941 году вместе с друзьями бежал на лодке в Шотландию. Получил военную подготовку и звание второго лейтенанта.

### Диверсия в Норвегии
Предыстория
Британская разведка выяснила, что немцы продолжают добывать на заводе в Веморке тяжелую воду, причём производство выросло в десять раз по сравнению с довоенным. Британцы сочли это признаком работ над созданием атомной бомбы. Разрушение завода с воздуха не представлялось возможным, поскольку завод был укрыт под толщей бетона. Операция была поручена командованию Управления специальных операций (УСО). Командиром группы диверсантов был назначен Иоахим Рённеберг.
Операция
Рённеберг отобрал среди агентов УСО шестерых норвежцев: Каспера Идланда, Кнута Хаугланда, Фредрика Кайзера, Ханса Стурхауга, Арне Хьельструпа и Биргера Стремсхейма. Все они до войны служили в норвежской армии.
17 января 1943 года группа была выброшена на парашютах в районе озера Скрикен и при помощи местного Сопротивления обосновалась в заброшенном доме примерно в 30 км от цели. Дальнейшая подготовка заняла полтора месяца. 17 февраля группа переместилась ближе к цели. В 00:30 27 февраля группа незаметно проникла на территорию завода. Через кабельный тоннель разведчики пробрались внутрь и заложили взрывчатку с замедленным взрывателем. В расчётное время после отхода группы произошёл взрыв. Группа успешно ушла на лыжах в Швецию, пройдя более 300 км и избежав погони, в которой участвовало около трех тысяч германских солдат. Как шутил впоследствии Рённеберг: «Это был мой лучший выходной на лыжах».

### Другие операции
Впоследствии командовал многими другими операциями против немцев, включая операцию Fieldfare Cabin в Суннмёре (Sunnmøre) в родном фюльке Мёре-ог-Ромсдал. Его военная служба в составе NOR.I.C.1 окончилась в 1945 году с освобождением Норвегии.

### После войны
После войны Иоахим Рённеберг начал карьеру в телерадиовещании и был принят на работу в Олесунне в компанию NRK в 1948 году: в 1954 году был назначен программным секретарем программы, а в 1977 году — заместителем редактора.
Одновременно в 1970-х годах был руководителем 128-го округа Ротари Интернешнл своего родного города Олесунн. В 1988 году Рённеберг вышел на пенсию.
Умер в городе Олесунн 21 октября 2018 года..

## Награды
Награждён норвежским Военным крестом, британском орденом «За выдающиеся заслуги», французскими орденами Почётного легиона и Военным крестом, медалью Свободы США с серебряной ветвью, а также медалями Норвегии.